# Tour de France 1923
| 17. Tour de France 1923 – Endstand |                     |                           |
| Streckenlänge                      | 15 Etappen, 5396 km | 15 Etappen, 5396 km       |
| Toursieger                         | Henri Pélissier     | 222:15:30 h (24,278 km/h) |
| Zweiter                            | Ottavio Bottecchia  | + 30:41 min               |
| Dritter                            | Romain Bellenger    | + 1:04:43 h               |
| Vierter                            | Hector Tiberghien   | + 1:29:16 h               |
| Fünfter                            | Arsène Alancourt    | + 2:06:40 h               |
| Sechster                           | Henry Collé         | + 2:28:43 h               |
| Siebenter                          | Léon Despontin      | + 2:39:49 h               |
| Achter                             | Lucien Buysse       | + 2:40:11 h               |
| Neunter                            | Eugène Dhers        | + 2:59:09 h               |
| Zehnter                            | Marcel Huot         | + 3:16:56 h               |

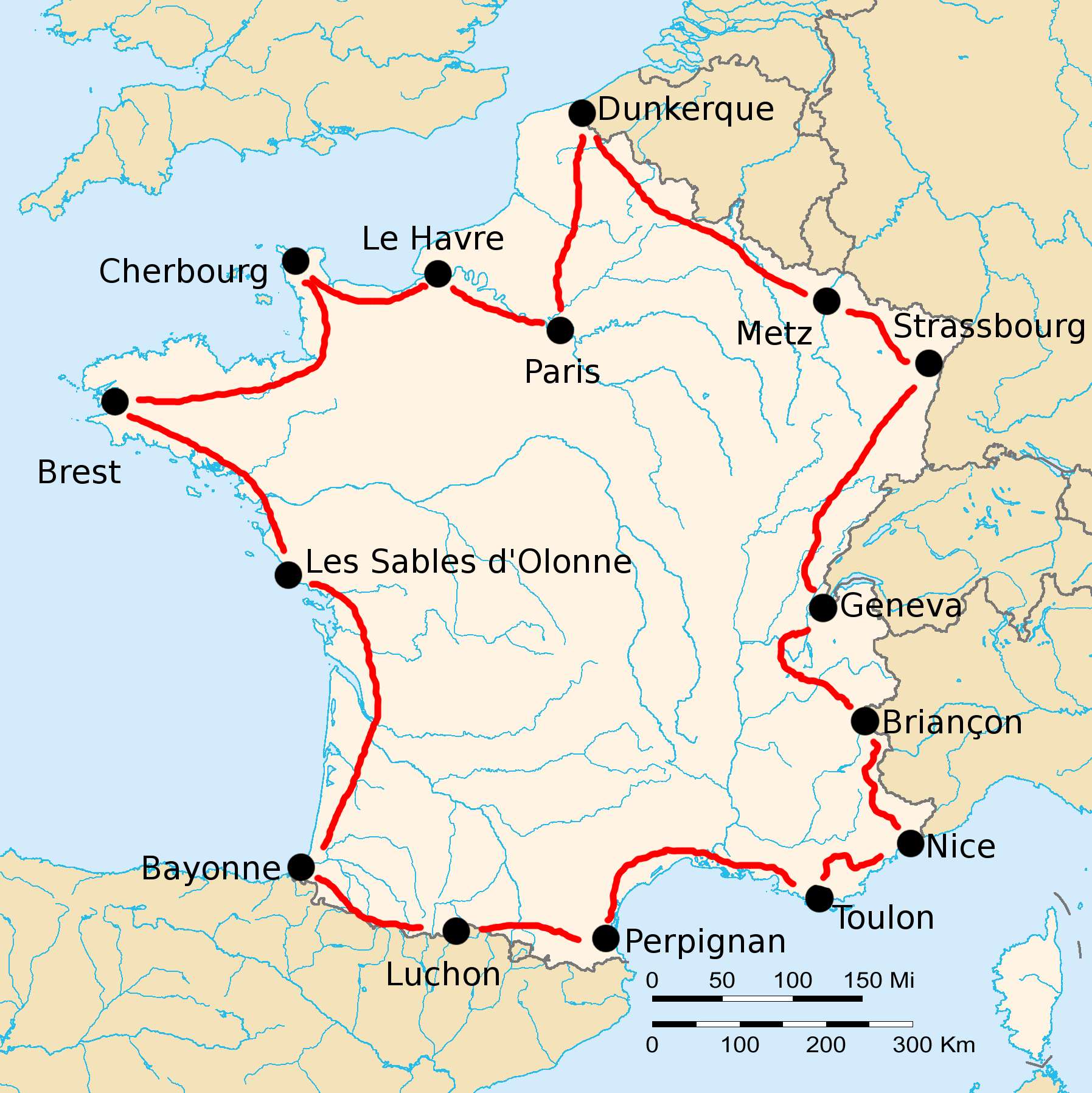
Streckenkarte der Tour de France 1923

Die 17. Tour de France fand vom 24. Juni bis 22. Juli 1923 statt.
Die 15 Etappen führten die Fahrer nach dem Start in Paris zunächst in die Bretagne, und dann über die Pyrenäen nach Toulon und Nizza an die französische Mittelmeerküste. Von dort ging es über die Alpen zurück nach Paris, wo nach 5386 km das Ziel im Parc des Princes war. 48 der 139 Teilnehmer wurde klassifiziert. Erstmals wurden Bonifikationen für die Etappensieger vergeben. Zudem wird der Austausch von Teilen am Rennrad erlaubt.

## Rennverlauf
Nach seinem Sieg auf der zweiten Etappe schlüpfte der Italiener Ottavio Bottecchia ins gelbe Trikot und konnte seine Führung in der Gesamtwertung bis in die Alpen verteidigen. Dort verlor er am Col d’Allos jedoch eine halbe Stunde auf Henri Pélissier, der beide Alpen-Etappen nach Briançon und Genf für sich entscheiden konnte. Durch die neu eingeführte Zeitbonifikation von zwei Minuten für den Etappensieger konnte er seinen Vorsprung zusätzlich ausbauen.
Mit Pélissier konnte zum ersten Mal seit 1911 wieder ein Franzose die Tour de France gewinnen. Seine Durchschnittsgeschwindigkeit betrug 24,233 km/h. Am Ende der Tour hatte er 17.636 französische Franc verdient.

## Etappen
| Etappen    | Start – Ziel                  | km  | Etappensieger      | Gelbes Trikot      |
| ---------- | ----------------------------- | --- | ------------------ | ------------------ |
| 1. Etappe  | Paris – Le Havre              | 381 | Robert Jacquinot   | Robert Jacquinot   |
| 2. Etappe  | Le Havre – Cherbourg          | 371 | Ottavio Bottecchia | Ottavio Bottecchia |
| 3. Etappe  | Cherbourg – Brest             | 405 | Henri Pélissier    | Ottavio Bottecchia |
| 4. Etappe  | Brest – Les Sables-d’Olonne   | 412 | Albert Dejonghe    | Romain Bellenger   |
| 5. Etappe  | Les Sables-d’Olonne – Bayonne | 482 | Robert Jacquinot   | Romain Bellenger   |
| 6. Etappe  | Bayonne – Luchon              | 326 | Jean Alavoine      | Ottavio Bottecchia |
| 7. Etappe  | Luchon – Perpignan            | 323 | Jean Alavoine      | Ottavio Bottecchia |
| 8. Etappe  | Perpignan – Toulon            | 427 | Lucien Buysse      | Ottavio Bottecchia |
| 9. Etappe  | Toulon – Nizza                | 281 | Jean Alavoine      | Ottavio Bottecchia |
| 10. Etappe | Nizza – Briançon              | 275 | Henri Pélissier    | Henri Pélissier    |
| 11. Etappe | Briançon – Genf               | 260 | Henri Pélissier    | Henri Pélissier    |
| 12. Etappe | Genf – Straßburg              | 377 | Joseph Muller      | Henri Pélissier    |
| 13. Etappe | Straßburg – Metz              | 300 | Romain Bellenger   | Henri Pélissier    |
| 14. Etappe | Metz – Dunkerque              | 433 | Félix Goethals     | Henri Pélissier    |
| 15. Etappe | Dunkerque – Paris             | 343 | Félix Goethals     | Henri Pélissier    |